# Museo archeologico di Brest
Il Museo archeologico di Brėst, in Bielorussia, conserva un sito archeologico relativo a un'antica città slava orientale costruita in legno risalente al XIII secolo.
Si estende su 1800 metri quadrati a una profondità di 4-7 metri ed è stato scavato dagli archeologi dell'Accademia delle scienze bielorussa tra il 1968 e il 1981, sotto la supervisione di P. F. Lysenko. 
Nel 1982, a protezione del sito è stata eretta una copertura in cemento, vetro e alluminio a forma di tetto a falde. Il museo è stato inaugurato il 2 marzo 1982. 

## Esposizione
Le esposizioni del museo hanno conservato interi quartieri residenziali e pavimentazioni stradali,  28 capanne di tronchi, una recinzione, i resti di fornaci di argilla, oltre a più di 1400 manufatti risalenti tra il X ed il XIV secolo portati alla luce durante gli scavi archeologici. Tra i pezzi più significativi, sono esposti uno stemma unico del XIII secolo con lettere in cirillico intagliate, uno scrittoio in legno cerato, fermagli per libri, pedine degli scacchi, una barca in osso e legno, icone, croci e un cucchiaio per la comunione; sono conservati articoli per la casa più comuni, tra cui vasche di legno, secchi, bilancieri e una ruota di un carro, sci, timoni e remi. Nel museo si possono anche vedere le scarpe e gli stivali originali indossati dalla gente di Brest in quei tempi lontani.